# 後藤國利
後藤 國利（ごとう くにとし、1940年（昭和15年）1月6日 - ）は、日本の実業家、政治家、林業家。うすき製薬株式会社代表取締役社長、臼杵市長、大分県議会議長、株式会社コアラ会長を歴任した。豊の国木造建築賞優秀賞入賞。

## 略歴
大分県臼杵市出身。地元の製薬会社うすき製薬の創業家の医師の子として生まれる。1964年に一橋大学社会学部を卒業し、三菱重工業神戸造船所で勤務した後、家業再建のため1966年からうすき製薬の代表取締役社長を務めた。
セメント工場建設反対の住民運動に関わったのをきっかけに、1975年から大分県議会議員を5期20年にわたって務め、1989年から約1年間は自由民主党大分県連の幹事長、1990年には県議会議長を務めた。1995年に引退するが、1997年に臼杵市長に初当選。市長を2期8年を務めた後、2005年の野津町との合併後に行われた新臼杵市でも初代市長となり、旧臼杵市時代から通算すると3期12年にわたり臼杵市長を務めた。臼杵市長在職中は、会社経営の経験を活かして行財政改革に積極的に取り組み、バランスシートの導入等を行い、財政再建を実現した。
大学在学中から太郎林の経営に携わり、市長を引退してからは、百年の森健全育成実践クラブ代表、上北森林再生株式会社代表など、より本格的に林業家としても活動している。2010年豊の国木造建築賞優秀賞入賞。日本林業同友会理事、大分県南部農業共済組合組合長理事、大分県テニス協会顧問等も務めた。
ケンコーコム（後のRakuten Direct）創業者の後藤玄利は息子。

## 著書
- 林業改良普及双書No.169 「森林・林業再生プラン」で林業はこう変わる!（共著、全国林業改良普及協会、2012年1月25日）
- 林業改良普及双書No.170 林業Q&A その疑問にズバリ答えます（共著、全国林業改良普及協会、2012年1月25日）